# Бвалия, Калуша
Калу́ша Бва́лия (англ. Kalusha Bwalya; 16 августа 1963, Муфулира, Северная Родезия) — замбийский футболист и футбольный тренер, футбольный функционер. Лучший футболист Африки 1988 года. Лучший футболист Замбии XX века по версии Международной федерации футбольной истории и статистики. Президент Футбольной ассоциации Замбии.
Его братья — старший, Бенджамин, и младший, Джоэл, — также профессиональные футболисты, выступавшие за сборную Замбии.

## Карьера игрока

### Клубная
Калуша Бвалия начал профессиональную карьеру на рубеже 1970—80-х годов в клубе «Муфулира Блекпул». В 1980 году нападающий перешёл в более титулованный «Муфулира Уондерерс», а пять лет спустя оказался в бельгийском «Серкль Брюгге».
В бельгийской команде Калуша стал одним из лидеров. Дважды (в 1987 и 1988 годах) он становился лучшим бомбардиром клуба, а также два раза был признан болельщиками лучшим игроком команды в сезоне.
В 1989 году Бвалия стал игроком ПСВ, в составе которого провёл 5 сезонов и дважды становился чемпионом Нидерландов. В 1994 году нападающий покинул клуб из Эйндховена и продолжил карьеру в Мексике. В 1998 году Калуша некоторое время выступал за клуб «Аль-Вахда» из ОАЭ.

### В сборной
Первым крупным турниром, на котором Калуша Бвалия выступал в составе сборной Замбии, стал Кубок африканских наций 1986. На этом турнире нападающий провёл три матча и забил гол с пенальти в матче со сборной Камеруна.
В 1988 году Бвалия участвовал в Олимпийских играх в Республике Корея, где сборная Замбии вышла из группы с первого места, опередив Италию, Ирак и Гватемалу. Впечатляющей получилась игра со сборной Италии, которую африканцы разгромили со счётом 4:0. Под впечатлением от игры африканцев на следующий день после матча итальянские газеты опубликовали карту Африки, на которой территория Замбии была заштрихована чёрным цветом. Калуша Бвалия в том матче отметился хет-триком, а всего на турнире забил 6 голов, лишь на 1 мяч отстав от лучшего бомбардира — Ромарио. По итогам 1988 года журнал France Football признал Калушу лучшим футболистом Африки.
На Кубке африканских наций 1992 года Бвалия снова забил один гол — в ворота египтян. Этого Замбии хватило для выхода из группы, но в четвертьфинале «медные пули» уступили в дополнительное время будущему победителю турнира — сборной Кот-д’Ивуара.
27 апреля 1993 года 18 игроков сборной Замбии погибли в авиакатастрофе у берегов Габона. Сборная направлялась на игру в Сенегал. После гибели команды Бвалия остался одним из немногих замбийских игроков, имевших опыт выступления на крупных международных турнирах; сборная создавалась по сути заново. Несмотря на это, Замбии удалось дойти до финала на Кубке африканских наций. Калуша Бвалия отметился голом в полуфинале в ворота сборной Мали.
На Кубке африканских наций 1996 года Замбия стала бронзовым призёром, а Бвалия — лучшим бомбардиром турнира с 5 мячами. В опросе на звание «Игрок года ФИФА» замбийский футболист разделил 14-е место с Предрагом Миятовичем.
Следующий континентальный турнир оказался куда менее успешным как для Бвалии, так и для «медных пуль» в целом. Уже после двух сыгранных матчей сборная рассталась с главным тренером и надеждами на выход из группы. Перед игрой со Мозамбиком Калуша объявил об уходе из сборной. Игра закончилась победой Замбии со счётом 3:1; ветеран забил победный гол на 43-й минуте.
Накануне 22-го розыгрыша Кубка африканских наций 36-летний Калуша Бвалия принял решение помочь национальной команде, вернувшись в её состав. Сборная Замбии вновь не смогла преодолеть барьер группового этапа, и форвард вторично попрощался с «медными пулями», вновь отличившись в последнем матче группового этапа против команды Сенегала. Вскоре после этого 36-летний нападающий завершил карьеру футболиста.

## Тренерская карьера
В 2003 Бвалия возглавил сборную Замбии. Под его руководством команда заняла третье место в своей отборочной группе, что позволило ей пробиться на Кубок африканских наций, но оставило за бортом чемпионата мира. В ходе этого отборочного турнира Калуша, будучи к тому времени вице-президентом национальной федерации футбола, сыграл свой последний матч за национальную сборную. 4 сентября 2004 года за несколько минут до окончания игры против Либерии главный тренер сам вышел на поле и в добавленное арбитром время забил победный гол фирменным ударом со штрафного.
На Кубке африканских наций сборная Замбии не сумела выйти из группы, и Бвалия оставил пост главного тренера. Поводом к этому решению стала критика, которой Калуша подвергался за совмещение постов в сборной, Футбольной ассоциации Замбии и техническом комитете ФИФА.

## Административная карьера
Ещё будучи главным тренером национальной сборной, Бвалия являлся вице-президентом Футбольной ассоциации Замбии. В 2008 году он был избран президентом этой организации. Калуша Бвалия является членом технического комитета ФИФА; во время чемпионата мира 2006 года он входил в состав специально созданной комиссии, определявшей авторство гола в спорных ситуациях.

## Достижения

### Командные
ПСВ
- Чемпион Нидерландов (2): 1990/91, 1991/92
- Обладатель Кубка Нидерландов (2): 1988/89, 1989/90

Сборная Замбии
- Вице-чемпион Африки (1): 1994
- Бронзовый призёр Кубка африканских наций (1): 1996
- Финалист Кубка КОСАФА (1): 2005 (как тренер)

### Личные
- Африканский футболист года (1):1988
- Лучший бомбардир Кубка африканских наций (1): 1996